# Yataity del Guairá
Koordinaten: 25° 41′ S, 56° 28′ W
Yataity del Guairá ist ein Dorf in Paraguay mit 1.815 Einwohnern (Zensus 2002). Es ist bekannt für seine Stickkunst Ao Poí.

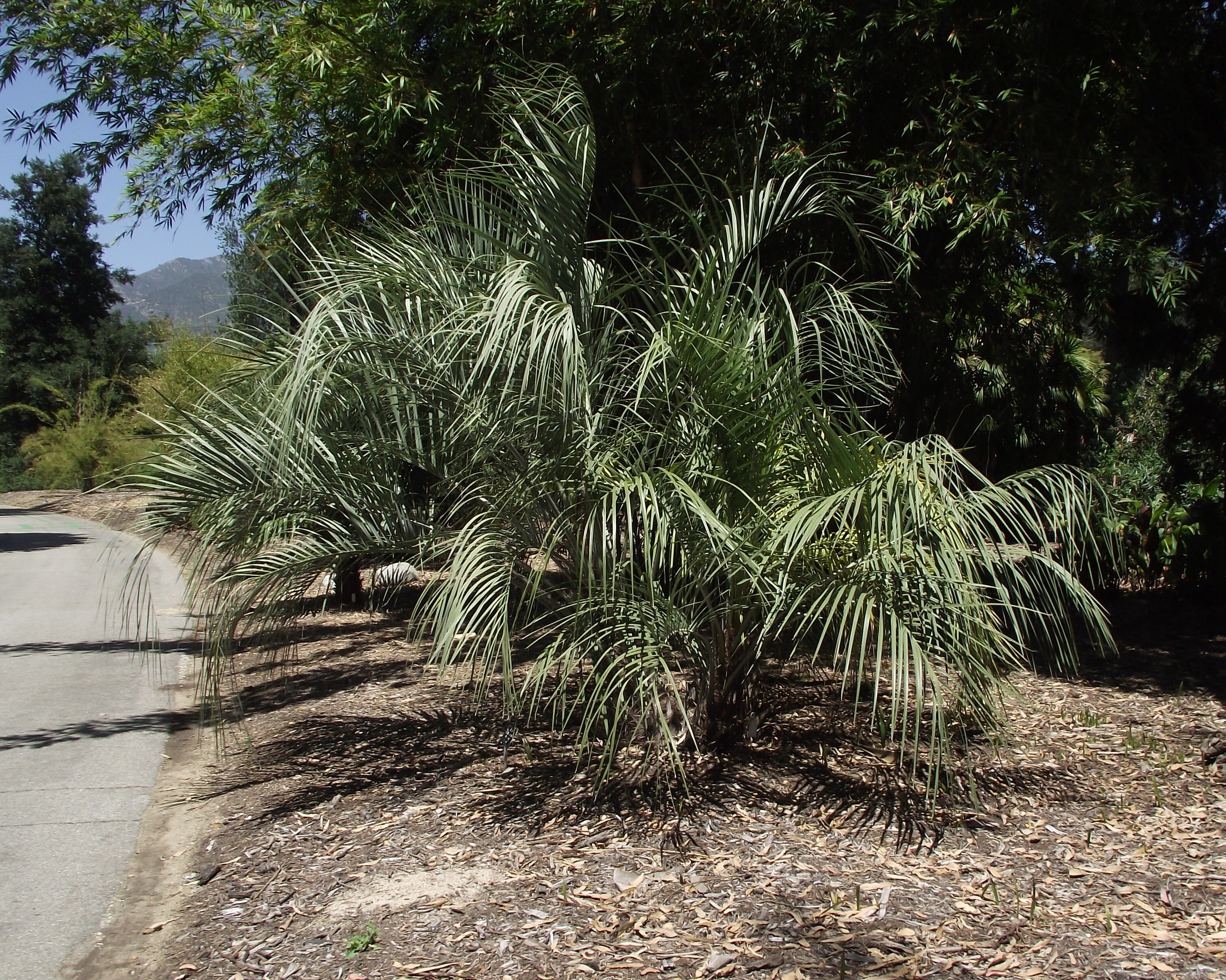
Butia paraguayensis

## Toponymie
Der Ortsname Yataity kommt aus dem Guaraní und setzt sich zusammen aus yataí = Butia paraguayensis, eine Palmenart, und ty = „eine Ansammlung von“.

## Lage
Es ist ein kleineres Dorf in der Nähe der Hauptstadt des Departamentos Guairá, Villarrica, die 15 Straßenkilometer entfernt ist. Das Dorf ist etwas abseits der Ruta 8 (Verbindungsstraße zwischen Villarrica nach Coronel Oviedo) gelegen und besitzt zwei Zufahrtsstraßen, welche im Dorf einen Kreis bilden.

## Beschreibung
Der Ort besteht aus vielen kleinen Grundstücken (eine oder zwei Lote mit 400 bzw. 800 m²), welche direkt neben der Hauptstraße angesiedelt sind. Etwas außerhalb des Ortskernes sind die Grundstücke oft etwas größer und können dann auch einige Hektar groß sein.
Der Ort hat einen großen Platz (Plaza), wo auch das Rathaus/Gemeindeamt und die Kirche ist. Der Platz bietet genügend Platz für Feierlichkeiten, welche das ganze Jahr zelebriert werden, und ist kindergerecht gepflegt. Das Dorf verfügt auch über Bäckereien, Fleischereien, kleinere Supermärkte (Despensas), Kirchen, Schulen und über eine Polizeistation mit einem Streifenwagen.

## Bevölkerung
Die Bevölkerung von Yataity besteht zum überwiegenden Teil aus Paraguayern, jedoch gibt es auch einen sehr geringen Anteil an Deutschen, die sich mittlerweile in diesem Dorf niedergelassen haben. Das Dorf ist sehr bekannt für seine Stickkunst. 
Im Jahr 2010 starteten die Einwohner unter der Führung der Kooperative Coopeduc eine Kampagne mit dem Titel „Yataity, das sauberste Dorf in Guairá“, um ihren Ort von dem vielen Müll zu reinigen, der bisher überall verstreut war, und gegen die Umweltverschmutzung zu kämpfen.